# Bertrand Bonpunt
Bertrand Bonpunt, né le 30 janvier 1887 à Rodez et mort le 22 mai 1976 à Carmaux, est un lithographe et graveur français.

## Biographie
Élève de Abel Mignon, il expose au Salon des artistes français à partir de 1914 et obtient en 1921 une mention honorable.